# Martín Mancisidor Chirapozo
Martín Mancisidor Chirapozo (Basauri, 1 de novembre de 1924 - Mundaka, 21 d'abril de 2011) va ser un ciclista basc, que fou professional entre 1941 i 1954. Durant la seva carrera esportiva aconseguí 42 victòries, destacant quatre triomfs a la Pujada a Arrate.

## Palmarès
- 1941
  - 1r a la Clàssica d'Ordizia
  - 1r a la Pujada a Santo Domingo
- 1942
  - 1r a la Pujada a Arrate
  - 1r al Gran Premi de Biscaia
- 1943
  - 1r a la Clàssica d'Ordizia
  - 1r a la Pujada a Arrate
  - 1r al Circuit de Getxo
  - 1r al Gran Premi Ajuntament de Bilbao
- 1944
  - 1r a la Volta a Cantàbria
  - 1r a la Pujada a Arrate
  - 1r a la Pujada a Santo Domingo
- 1946
  - 1r a la Pujada a Arrate
- 1950
  - 1r a la Prova de Legazpi

### Resultats a la Volta a Espanya
- 1945. Abandona.
- 1947. 25è de la classificació general
- 1950. 16è de la classificació general